# 오키나와현 제1구
오키나와현 제1구(일본어: 沖縄県第1区)는 일본의 중의원 선거구이다. 1994년 공직선거법이 개정되면서 신설되었다.

## 지역
- 나하시
- 시마지리군 일부

## 역대 국회의원
| 선거          | 선거          | 의원            | 정당       |
| ------------- | ------------- | --------------- | ---------- |
|               | 1996년 제41회 | 시라호 다이이치 | 신진당     |
|               | 2000년 제42회 | 시라호 다이이치 | 공명당     |
| 2003년 제43회 |               | 시라호 다이이치 | 공명당     |
|               | 2005년 제44회 | 시모지 미키오   | 무소속     |
|               | 2009년 제45회 | 시모지 미키오   | 국민신당   |
|               | 2012년 제46회 | 코쿠바 고노스케 | 자유민주당 |
|               | 2014년 제47회 | 아카미네 세이켄 | 일본공산당 |
| 2017년 제48회 |               | 아카미네 세이켄 | 일본공산당 |
| 2021년 제49회 |               | 아카미네 세이켄 | 일본공산당 |